# Patrik Isaksson

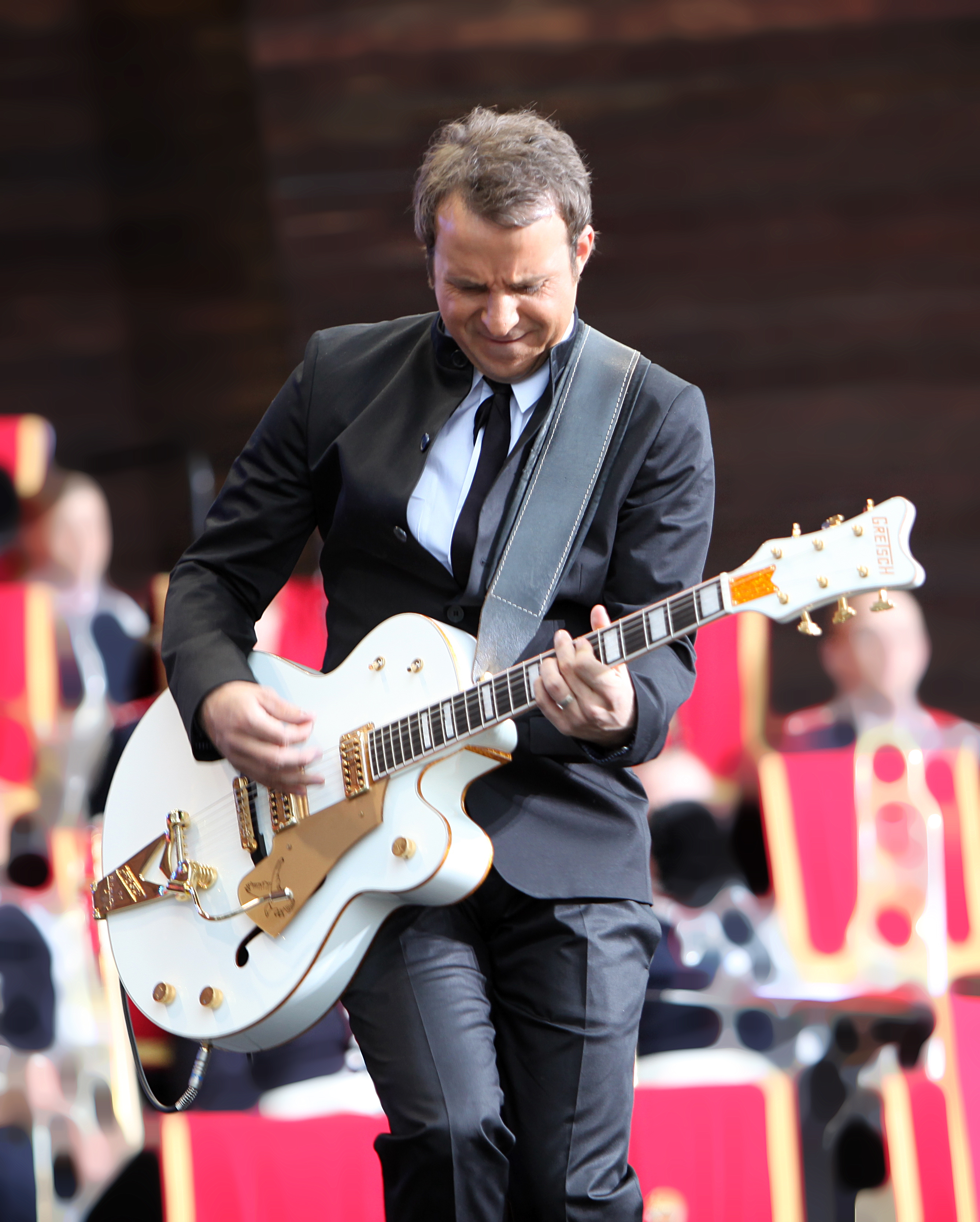
Patrik Isaksson på Skansen 2009.

Patrik Christian Isaksson, född 3 augusti 1972 i Essinge församling i Stockholm, är en svensk sångare, låtskrivare, gitarrist och pianist inom pop.
Isaksson, som är uppvuxen i Stockholmsförorten Husby, slog igenom 1999 med låten "Du får göra som du vill".
År 2006 ställde Isaksson upp i Melodifestivalen med bidraget "Faller du så faller jag", som dock inte nådde finalen. År 2008 ställde han återigen upp i festivalen med bidraget "Under mitt tunna skinn", som inte gick vidare från deltävlingen i Linköping. År 2016 deltog han tillsammans med Tommy Nilsson och Uno Svenningsson i Melodifestivalens andra deltävling. De kom på 7:e plats.
2012 deltog Isaksson tillsammans med Christian Brøns i den danska melodifestivalen Dansk Melodi Grand Prix med låten "Venter" som slutade på 3:e plats.
Isaksson medverkade i ett avsnitt av TV-serien Helt perfekt 2019.
Isaksson var 2001–2004 gift med TV-profilen Sofia Rågenklint. Tillsammans har de två söner.

## Diskografi

### Album
| År   | Titel                             | Listplaceringar | Listplaceringar |
| År   | Titel                             | Sverige         | Danmark         |
| ---- | --------------------------------- | --------------- | --------------- |
| 1999 | När verkligheten tränger sig på   | 3               | -               |
| 2001 | Tillbaks på ruta 1                | 1               | 8               |
| 2004 | Vi som aldrig landat              | 9               | -               |
| 2006 | Patrik Isaksson                   | 6               | -               |
| 2008 | 10 år – En snäll mans bekännelser | 3               | -               |
| 2011 | No. 6                             | 28              | -               |
| 2023 | Mellan hopp och förtvivlan        | -               | -               |

### Singlar
| År   | Titel                                                                   | Listplaceringar      | Listplaceringar        | Listplaceringar      | Listplaceringar      | Listplaceringar    | Album                                                               |
| År   | Titel                                                                   | Singellistan Sverige | Svensk- toppen Sverige | Trackslistan Sverige | Singellistan Danmark | Tjeklisten Danmark | Album                                                               |
| ---- | ----------------------------------------------------------------------- | -------------------- | ---------------------- | -------------------- | -------------------- | ------------------ | ------------------------------------------------------------------- |
| 1999 | "Du får göra som du vill"                                               | 11                   | 15                     | 4                    | -                    | -                  | När verkligheten tränger sig på                                     |
| 1999 | "Hos dig är jag underbar"                                               | 9                    | 14                     | 5                    | -                    | -                  | När verkligheten tränger sig på                                     |
| 2000 | "Kom genom eld"                                                         | -                    | 11                     | 13                   | -                    | -                  | När verkligheten tränger sig på                                     |
| 2000 | "Kan du se mig"                                                         | -                    | 14                     | -                    | -                    | -                  | När verkligheten tränger sig på                                     |
| 2000 | "Det måste vara radion" (med Sahara Hotnights, LOK & Therese Grankvist) | 51                   | -                      | 5                    | -                    | -                  |                                                                     |
| 2000 | "Det som var nu" (med Marie Fredriksson)                                | 59                   | 13                     | 20                   | -                    | -                  | Äntligen - Marie Fredrikssons bästa (1984-2000) (Marie Fredriksson) |
| 2001 | "Ruta 1"                                                                | 14                   | 15                     | 9                    | -                    | -                  | Tillbaks på ruta 1                                                  |
| 2001 | "Tilbage til hvor vi var" (med Christian Brøns)                         | -                    | -                      | -                    | 1                    | 1                  |                                                                     |
| 2002 | "Aldrig mer"                                                            | -                    | 11                     | 22                   | -                    | 7                  | Tillbaks på ruta 1                                                  |
| 2002 | "Låt det komma ut" (med Anders Glenmark)                                | -                    | 15                     | -                    | -                    | -                  | Alla dessa bilder (Anders Glenmark)                                 |
| 2002 | "Hur kan du lova mig"                                                   | -                    | 15                     | -                    | -                    | 14                 | Tillbaks på ruta 1                                                  |
| 2004 | "1985"                                                                  | -                    | 7                      | -                    | -                    | -                  | Vi som aldrig landat                                                |
| 2004 | "Innan dagen gryr"                                                      | 30                   | 12                     | -                    | -                    | -                  | Vi som aldrig landat                                                |
| 2004 | "Vi som aldrig landat"                                                  | -                    | 14                     | -                    | -                    | -                  | Vi som aldrig landat                                                |
| 2006 | "Faller du så faller jag"                                               | 12                   | 6                      | 10                   | -                    | -                  | Patrik Isaksson                                                     |
| 2006 | "Innan klockan slår" (med Dea)                                          | 8                    | 10                     | -                    | -                    | -                  | Patrik Isaksson                                                     |
| 2006 | "Vår sista dag"                                                         | -                    | 9                      | -                    | -                    | -                  | Patrik Isaksson                                                     |
| 2007 | "Du som tog mitt hjärta" (med Sarah Dawn Finer)                         | 45                   | 10                     | -                    | -                    | -                  | 10 år – En snäll mans bekännelser                                   |
| 2008 | "Under mitt tunna skinn" (Patrik Isaksson & Bandet)                     | 10                   | 5                      | 12                   | -                    | -                  | 10 år – En snäll mans bekännelser                                   |
| 2008 | "Elddon"                                                                | -                    | 14                     | -                    | -                    | -                  | 10 år – En snäll mans bekännelser                                   |
| 2008 | "Hjärtat vet mer än vi" (med Helen Sjöholm)                             | -                    | 5                      | -                    | -                    | -                  | 10 år – En snäll mans bekännelser                                   |
| 2010 | "Mitt Stockholm"                                                        | -                    | 12                     | -                    | -                    | -                  | No. 6                                                               |
| 2011 | "Du var den som jag saknat"                                             | -                    | -                      | -                    | -                    | -                  | No. 6                                                               |
| 2011 | "Säg mig"                                                               | -                    | 11                     | -                    | -                    | -                  | No. 6                                                               |
| 2012 | "Venter" (med Christian Brøns)                                          | -                    | -                      | -                    | -                    | -                  |                                                                     |
| 2014 | "Slåss för oss"                                                         | -                    | -                      | -                    | -                    | -                  |                                                                     |
| 2016 | "Håll mitt hjärta hårt" (med Uno Svenningsson & Tommy Nilsson)          | 103                  | -                      | -                    | -                    | -                  |                                                                     |
| 2017 | "Decembermånen" (med Jannike)                                           | -                    | -                      | -                    | -                    | -                  |                                                                     |
| 2018 | "Hos dig är jag underbar" (med Brinkenstjärna och Alphaman)             | -                    | -                      | -                    | -                    | -                  |                                                                     |
| 2019 | "Behöver inte dig mer" (med Ellen Bergström)                            | -                    | -                      | -                    | -                    | -                  |                                                                     |
| 2020 | "Hos dig är jag underbar 2020"                                          | -                    | -                      | -                    | -                    | -                  |                                                                     |
| 2023 | "Chelsea Hotel"                                                         | -                    | -                      | -                    | -                    | -                  | Mellan hopp och förtvivlan                                          |
| 2023 | "Bortom rop, bortom skratten"                                           | -                    | -                      | -                    | -                    | -                  | Mellan hopp och förtvivlan                                          |
| 2024 | "Husby '87"                                                             | -                    | -                      | -                    | -                    | -                  |                                                                     |

### Melodifestivalbidrag
- Faller du så faller jag, 2006
- Under mitt tunna skinn, 2008
- Danska melodifestivalen 2012, med Christian Bröns "Venter", 3:e plats.